# Rancho de los Vásquez, San José del Progreso
Rancho de los Vásquez är en ort i Mexiko.   Den ligger i kommunen San José del Progreso och delstaten Oaxaca, i den sydöstra delen av landet, 400 km sydost om huvudstaden Mexico City. Rancho de los Vásquez ligger 1 525 meter över havet och antalet invånare är 249.
Terrängen runt Rancho de los Vásquez är platt åt nordväst, men åt sydost är den kuperad. Runt Rancho de los Vásquez är det ganska glesbefolkat, med 48 invånare per kvadratkilometer. Närmaste större samhälle är Asunción Ocotlán, 5,2 km nordväst om Rancho de los Vásquez. I omgivningarna runt Rancho de los Vásquez växer huvudsakligen savannskog.